# Škocjan pri Maloščah
Škocjan, pri Maloščah, (nemško Kanzianiberg), je hrib s cerkvico in dvema hišama oz. naselje na severnem robu Karavank oz. hribovja pod njimi na avstrijskem Koroškem oz. na južnem Koroškem v občini Bekštanj v okraju Beljak-dežela. 

## Geografija
Zaselek se nahaja priblj. 1,5 km južno od občinskega središča na istoimenski gori z nadmorsko višino 795 m. 

## Toponimija
Reče se: Škocjan, Škocjan pri Maloščah, na Škocjánu, na Škocján, s Škocjána, škocjánski, škocjanska skala, škocjanska pečina, škocjansko ostenje, tudi, zlasti pogovorno, Šentkocjàn, ba Šentkocjànu, s Šentkocjàna (šǝn); šentkocjànski  (šǝn), del vasi Zagoriče. 

## Zgodovina in znamenitosti
Naselitev gore je dokazana od  mlajše kamene dobe.
Na Škocjanski gori stoji stara cerkvica  posvečena sv. Kanciju/Šenkocjanu, Kancijanu in Kancijanili, treh mučenikov škofije Oglejskega patriarhata.
Prvotna cerkev je zapisana v listini iz leta 1301, sedanja poznogotska cerkev je iz leta 1486 (freske in kipi) ter je bila delno preoblikovana v renesansi in v  baroku. Danes je podružnična cerkev dvojezične fare/župnije  Šteben-Bekštanj.
Cerkvica, gomilno grobišče ter višinsko naselje so pod spomeniškim varstvom.

## Plezanje na plezalnem vrtcu
Škocjan je apneniški in konglomeratni čok kilometer in pol južno nad Bekštajnom. Sredi ravninske pokrajine stojijo monolitni, do 90 metrov visoki kamniti bloki. Na zahodni in južni strani je Škocjan strm, skalnat, na vzhodni je gozdnat. Z vzhodne strani pelje stezica, drugje najdemo plezališča.